# マライの虎
『マライの虎』は、1943年（昭和18年）に公開された大日本映画製作株式会社製作の日本映画。スタンダード、モノクロ。

## 概要
戦時中に創設された大日本映画製作株式会社が『シンガポール總攻撃』現地ロケーションの副産物として製作した、戦争アクションの異色作。「ハリマウ（ハリマオ）」（マレー語で「虎」の意）と呼ばれた谷豊の活躍と半生を描いた戦意高揚映画である。
前半は非道なマラヤ共産党特務陳文慶への復讐譚、後半は日本軍の南方侵攻に際し日本軍の福原機関に協力してイギリス軍のダム破壊計画を阻止するため日本人としての誇りに目覚めたハリマオと部下達が命をかけて挑む冒険アクションとして描かれていく。イギリス兵として素人外国人を多数起用している事などもあって、徹底的にイギリス人を悪人として描いてある。どこで撮影されたものか現地風の建物や風景が随所に登場し、異国情緒はうまく表現されている。
基本的には実話がベースとなっているが、史実とは違う部分も多く、本作は作られた時期からも明らかなように、それを（おそらく子供向けの）プロパガンダ映画として作っている。ラスト、福原少佐が地元マレー人達に対し、日本軍に君らが協力する事は、君達の国の幸福の為だと演説している辺りに、本作のテーマがくっきり見える。なお現存しているフィルムにはラストシーンが2種類存在している。その違いは生還したハリマオの手下がスリムだけのパターンとサリーほか計4人のパターンである。
本作は少国民からは人気があり、その記憶が戦後1960年のテレビヒーロー『快傑ハリマオ』へと結びつく。さらに後には和田勉監督が戦後の反戦史観で映画『ハリマオ』を1989年に撮っている。

## ストーリー
舞台は戦前のイギリス領マレー、イギリス人達は華僑共産主義分子と結託し、日本製品不買運動を繰り広げていた…。そんな中、秘かに安くて優秀な日本製品を輸入しようとしていた華僑の王（上代勇吉）は、突然、店に現れた共産党員、陳文慶（井上敏正）に漢奸（スパイ、悪者）呼ばわりされ、救国資金として1000ドル出せと脅迫される。イギリス人パーク長官（大井正夫）から、秘かに日本人排斥を命ぜられていた陳は、現地人をそそのかして暴動を起こし、その騒ぎに乗じて、移民名簿の中に記してあった谷理髪店を訪れる。たまたま店内は、特務機関員の安田（南部章三）と共に、日本人倶楽部の寄り合いに、長男の豊（中田弘二）が出かけた後で、暴動を避けて身を隠していた母親トミ（浦辺粂子）ら従業員の姿もなく、一人、兄を迎えに行って戻ってきた、幼い妹の静子だけが残されていた。無惨にも、陳はその幼女を射殺して逃げ去る。
戻ってきた豊は、幼い清子の変わり果てた姿に逆上するが、安田に諭され、法的な処置を取るため、彼と共にコタバル警察署を訪れるのだが、そこの対応にさらに絶望させられる事になる。あろう事か、署長のジョンソンそのものが、パーク長官の傀儡と化しており、すでに、犯人の陳を秘かに香港に逃したという事実を知ってしまったからだ。豊はジョンソンを殴りつけて、警察署を逃れた後、一人海辺で清子の復讐を誓うのだが、彼の姿に共感した従業員のサリー（村田宏寿）が駆け寄り、自分もどこまでも付いて行くと、豊と手を握りあうのだった。やがて、日本は国際連盟を脱退、世界がきな臭い状況へ突き進む中、谷豊は侠盗「ハリマオ」と呼ばれるような存在となっていき、大勢の部下達を引き連れ、イギリス人達から金品を強奪しては、地元民たちにその金を分け与えていた。
昭和16年秋、長年追いかけながら、いまだに住処とてつかみ切れないハリマオ捜索班の責任者として、地元民刑事のパテポウ（上田吉二郎）が抜擢される。彼も又、中国人の陳と同じように、イギリス人に利用されていたのであった。その頃、ジェリンコという土地で、チェーマと名乗る素封家がいたが、彼こそが、ハリマオこと谷豊の今の姿なのだった。病気にかかった安田と再会した彼は、長年調査した秘密情報が記された手帳を、福原少佐（押本映治）に届けて欲しいと頼まれる。そこへ、パテポウら警察隊が押し掛けるのだが、豊と部下たちは、安田を連れ出して逃げる途中、陳の放った弾丸に倒れた安田を見ると、積年の恨みをたぎらせ、陳へ自ら向って行った。

## キャスト
- 谷豊/ハリマオ : 中田弘二

- 安田 : 南部章三
- バテバウ : 上田吉二郎
- サリー : 村田宏寿
- 福原少佐 : 押本映治
- パーク : 大井正夫
- 王 : 上代勇吉
- 陳文慶 : 井上敏正
- : 金子春吉
- 神谷軍属 : 植村謙二郎
- : 小杉光史
- マライ人夫 : 宮島誠之
- エルマ : 山口秀夫
- 黄 : 中佐古初三
- スリム : 海原鴻
- ハッサン : 小林桂樹
- 李 : 島田時男
- 礼に来る農夫 : 赤星瞭
- ミンタン : 南興助
- 磯貝軍属 : 山口健
- ハチオ : 堀江孝太郎
- 金澤軍属 : 隅田一男

- トミ : 浦辺粂子
- みちえ : 国分みさを
- 志村あや子
- 同妻 : 小峰千代子
- トミ : 五十川静江
- 同農婦 : 竹久夢子

- 以下ノンクレジット
  - 張 : 恩田清二郎
  - マレーシア人 : 市川左正, 玉置一恵, 羽白修, 三浦志郎, 初山たかし, 宮田二郎, 国枝勢津子, 仲上小夜子, 滝のぼる, 上野陽子
  - イギリスの兵士と警察 : アレクサンダー・ウェルズ, ショーン・ムーア, ウォルター・フランシス, フレッチャー・ドーソン, リンカーン・マクドナルド, 宮島城之, 佐々木正時, 宮崎準之助, 藤川準, 寺島貢
  - 外国人 : ローレンス・パウエル, ノーラ・ロビンソン
  - 外国当局者 : ルイス・ミッチェル, クラーク・ベイカー, ジェレマイア・ヒューズ, エドウィン・スコット
  - 日本軍人 : 廣瀬徹, 宮島健二, 阿部功, 富士健治, 香椎三郎, 水原弘志, 津村準, 楠篤也
  - ニュース映画の人物 : 松岡洋右, ウィンストン・チャーチル, フランクリン・D・ルーズベルト, アドルフ・ヒトラー, 来栖三郎

## スタッフ
- 製作 : 奥田久司
- 脚本 : 木村桂三
- 演出 : 古賀聖人
- 撮影 : 西村四郎
- 美術 : 進藤誠吾
- 録音 : 岩間久政
- 照明 : 三橋勇
- 音楽 : 鈴木哲夫
- 作詞 : 島田磬也
- 編輯 : 辻井正則
- 演出助手 : 蘆原正
- 撮影助手 : 渡辺靜郎
- 美術助手 : 木村威夫
- 助録音 : 増田一美
- 照明助手 : 齊藤清
- 装置 : 原島徳次郎
- 背景 : 眞野仙吉
- 小道具 : 石坂勇
- 装飾 : 北川鉄次郎
- 音響効果 : 高野藤夫
- 移動効果 : 小野秀吉
- 衣裳 : 二本松繁
- 結髪 : 齊藤知子
- 技髪 : 牧野正雄
- 園藝 : 坂根音二郎
- 工作 : 島田二朗
- 普通寫眞 : 松島進
- 主題歌 : 東海林太郎、日本合唱団「マライの虎」（テイチクレコード）

※製作者及び主題歌はノンクレジット

## 映像ソフト
- 2011年2月14日にコスモコンテンツよりDVDが発売された。